# Dominanza orbitale
La dominanza orbitale è una delle caratteristiche distintive dei pianeti rispetto agli altri oggetti del Sistema solare. In particolare, secondo la definizione di pianeta approvata durante la XXV Assemblea Generale dell'Unione Astronomica Internazionale è la caratteristica che distingue i pianeti dai pianeti nani.
Nella fase finale del processo di formazione planetaria, un pianeta sarà divenuto gravitazionalmente dominante, ovvero avrà ripulito le proprie vicinanze orbitali (riportando le parole utilizzate nella definizione della IAU), se nella propria zona orbitale non orbiteranno altri corpi di dimensioni comparabili a quelle del pianeta che non siano o suoi satelliti o comunque ad esso gravitazionalmente legati.
La definizione non fornisce indicazioni numeriche o equazioni che consentano di misurare quanto sia gravitazionalmente dominante un oggetto del sistema solare, soprattutto non indica un limite che distingua i pianeti dai pianeti nani. Tuttavia fornisce degli esempi, separando gli 8 pianeti - Mercurio, Venere, la Terra, Marte, Giove, Saturno, Urano e Nettuno - dai tre pianeti nani maggiori: Cerere, Plutone ed Eris.
Una prima proposta di distinguere i planetoidi in orbita intorno ad una stella in oggetti gravitazionalmente dominanti e non, è stata avanzata da Alan Stern e Harold F. Levison in un loro articolo presentato alla XXIV Assemblea Generale della IAU, svoltasi nel 2000 a Manchester. È probabilmente da tale articolo che la IAU ha tratto l'espressione utilizzata nella definizione infine approvata. Nel 2007 Steven Soter ha proposto l'uso di un parametro, chiamato "discriminante planetario", per descrivere con formulazione matematica il concetto di dominanza orbitale.
La capacità di distinguere i "pianeti" dai "pianeti nani" e dagli altri corpi minori del sistema solare è divenuta necessaria perché la IAU adotta differenti regole per la denominazione dei nuovi pianeti scoperti rispetto a quelle per gli altri nuovi corpi scoperti. Il processo di denominazione è entrato in stallo nel 2005 per Eris e per altri oggetti con caratteristiche analoghe, proprio perché era necessario fare chiarezza sulla loro successiva classificazione.

## Dettagli

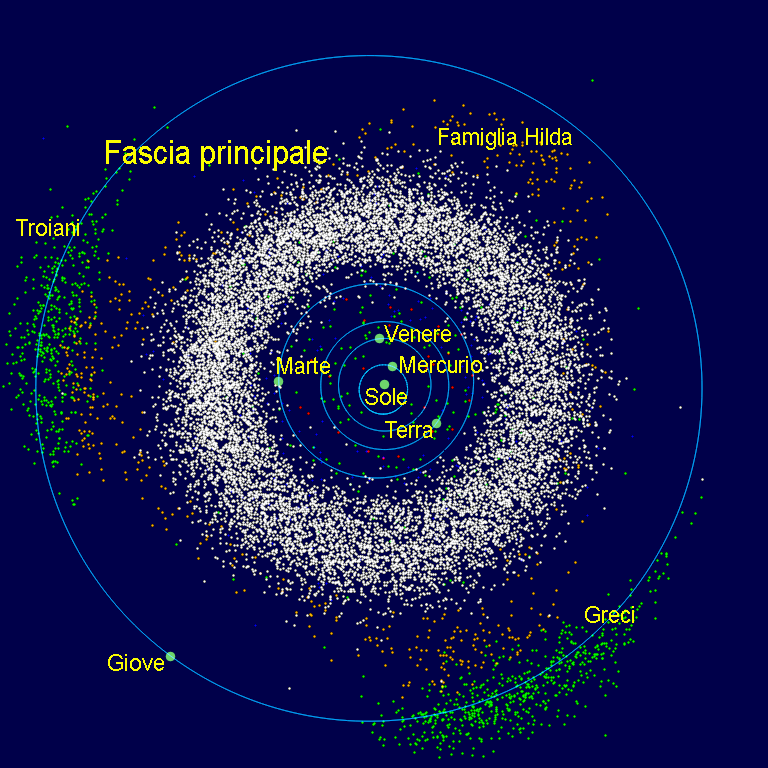
Nell'immagine è riportata schematicamente la distribuzione degli oggetti nel Sistema solare interno. È da notare la differenza tra il numero di oggetti presenti in corrispondenza delle orbite dei pianeti e quello all'interno della fascia principale degli asteroidi. Per poter calcolare il discriminante planetario proposto da Soter sono necessarie due informazioni: il numero degli oggetti presenti in una determinata zona orbitale e la loro massa. Questa mappa ne fornisce, quindi, una sola. Questo fatto è particolarmente evidente se si guarda alla distribuzione degli oggetti presenti in corrispondenza dell'orbita di Giove. Gli asteroidi troiani (in verde), intrappolati sulla loro orbita dalla gravità del pianeta, sono numericamente rilevanti (più di un milione di oggetti), ma la loro massa complessiva è circa 3 × 10^{-7} volte quella di Giove.

Possiamo definire la zona orbitale come la regione occupata da due corpi le cui orbite attraversano una distanza comune dal Sole, se i loro periodi orbitali differiscono meno di un ordine di magnitudine. In altre parole, due corpi sono nella stessa zona orbitale:
- se occupano la stessa distanza dal Sole in un punto delle loro orbite,
- se le due orbite sono di dimensione comparabile, piuttosto che, come potrebbe essere nel caso di una cometa, una potrebbe estendersi per diverse volte le dimensioni dell'altra.[3] La massa delle comete risulta ad ogni modo trascurabile rispetto a quella degli altri corpi minori del sistema solare.

Dopo un elevato numero di cicli orbitali, un corpo maggiore influenzerà le orbite dei corpi minori che occupano la sua zona orbitale in due modi: li attirerà a sé, alimentando il proprio processo di accrezione, oppure determinerà il loro trasferimento su orbite che non risultano perturbate dalla propria azione gravitazionale.  Conseguentemente, un oggetto gravitazionalmente dominante non condivide la regione in cui orbita con altri corpi di dimensioni comparabili alle sue che non siano o suoi satelliti o comunque ad esso gravitazionalmente legati. Un chiaro esempio di oggetti gravitazionalmente legati al pianeta di cui occupano la zona orbitale sono gli asteroidi troiani di Giove e di Nettuno, che occupano una posizione di equilibrio instabile nel sistema costituito dal pianeta corrispondente e dal Sole. Altri esempi sono 3753 Cruithne, legato alla Terra, ed i plutini, asteroidi che presentano una risonanza orbitale 2:3 con Nettuno e che possono attraversarne l'orbita, ma non scontrarsi con il pianeta, proprio grazie alla risonanza instauratasi durante la formazione del sistema solare.
Stern e Levison nel loro articolo del 2000 suggeriscono di etichettare tutti gli oggetti substellari in equilibrio idrostatico come "pianeti" e di distinguere questi a loro volta in "überplanets" e "unterplanets" in base ad un'analisi matematica della capacità del pianeta di allontanare altri oggetti dalla propria orbita in un lungo periodo di tempo. I due studiosi derivano dalla teoria di Ernst Öpik (1951) un parametro, Λ (lambda), che misura la probabilità che un corpo celeste devii altri oggetti dalla propria orbita in seguito ad un incontro più o meno ravvicinato e che in sostanza esprime una misura della capacità di allontanare altri oggetti dalla propria zona orbitale. Un corpo che presenti un valore di Λ superiore ad 1 avrà ripulito in modo sostanziale la propria zona orbitale. Matematicamente Λ è definito come:
{\displaystyle \Lambda ={\frac {kM^{2}}{P}}}
dove k è approssimativamente costante ed M e P sono rispettivamente la massa ed il periodo orbitale del candidato pianeta. Stern e Levison hanno trovato un salto di cinque ordini di grandezza in Λ tra i più piccoli pianeti terrestri ed i più grandi asteroidi ed oggetti della Fascia di Kuiper (KBO).
Soter ha proposto un secondo parametro, che ha chiamato "discriminante planetario", indicato con il simbolo μ (mi), che rappresenta una misura sperimentale del grado di 'pulizia' della zona orbitale raggiunto da ogni pianeta. μ è calcolato dividendo la massa del candidato pianeta per la massa totale degli altri oggetti che condividono la sua zona orbitale. Soter propone che un corpo sia classificato tra i pianeti se μ > 100.

## Prospetto
Segue un prospetto dei pianeti e dei pianeti nani del sistema solare per i quali sono calcolati sia il discriminante planetario μ proposto da Soter, definito come il rapporto tra la massa del corpo e la massa totale degli altri oggetti che condividono la sua zona orbitale, sia il parametro Λ proposto da Stern e Levinson, definito come il rapporto del quadrato della massa sul periodo orbitale, normalizzato con il valore calcolato per la Terra (Λ/ΛE).
(Notate che ΛE ~ 1,5 × 105, cosicché i valori non normalizzati per gli otto pianeti indicati dalla IAU sono diversi ordini di grandezza maggiori di 1, mentre i valori non normalizzati per i pianeti nani sono diversi ordini di grandezza inferiori ad 1.)
| Rango | Nome     | parametro Λ/ΛE (Stern-Levinson) | Discriminante planetario μ | Massa (kg)        | Classificazione |
| ----- | -------- | ------------------------------- | -------------------------- | ----------------- | --------------- |
| 1     | Terra    | 1,00                            | 1,7 × 106                  | 5,9736 × 1024     | 3º pianeta      |
| 2     | Venere   | 1,08                            | 1,35 × 106                 | 4,8685 × 1024     | 2º pianeta      |
| 3     | Giove    | 8510                            | 6,25 × 105                 | 1,8986 × 1027     | 5º pianeta      |
| 4     | Saturno  | 308                             | 1,9 × 105                  | 5,6846 × 1026     | 6º pianeta      |
| 5     | Marte    | 0,0061                          | 1,8 × 105                  | 6,4185 × 1023     | 4º pianeta      |
| 6     | Mercurio | 0,0126                          | 9,1 × 104                  | 3,3022 × 1023     | 1º pianeta      |
| 7     | Urano    | 2,51                            | 2,9 × 104                  | 8,6832 × 1025     | 7º pianeta      |
| 8     | Nettuno  | 1,79                            | 2,4 × 104                  | 1,0243 × 1026     | 8º pianeta      |
| 9     | Cerere   | 8,7 × 10−9                      | 0,33                       | 9,43 × 1020       | 1º pianeta nano |
| 10    | Eris     | 3,5 × 10−8                      | 0,10                       | 1,67 × 1022       | 3º pianeta nano |
| 11    | Plutone  | 1,95 × 10−8                     | 0,077                      | 1,29 × 1022 ± 10% | 2º pianeta nano |
| 12    | Makemake | 1,45 × 10−9                     | 0,02                       | ~4 × 1021         | 4º pianeta nano |
| 13    | Haumea   | 1,72 × 10−9                     | 0,02                       | 4,2 ± 0,1 × 1021  | 5º pianeta nano |